# くるくるくるりん
『くるくるくるりん』は、2001年3月21日にゲームボーイアドバンスのソフトとして任天堂から発売されたアクションゲーム。ゲームボーイアドバンスのローンチタイトルであり、続編に、『くるりんパラダイス』『くるりんスカッシュ!』がある。

## ストーリー
クルリンの弟妹たちが外の国で迷子になっており、クルリンはヘリリンに乗って弟妹を探しにいく。国は10国あり、1国につき3のステージをクリアする。3つめの場所で、弟妹がどこかにいるので、拾ってゴールすれば、ひとり助けたことになる。

## モード

### ぼうけん
弟たちを探してクルリンが特殊ヘリコプター『ヘリリン』を使って冒険するモード。プロペラの長さは「ふつう」「やさしい」の中から選ぶ。選んだモードによって初期のステージ記録が異なる。テキストを読み進めるとカカーリンから「トレーニングをうける?」と聞かれる。「うけるよ」を選択するとトレーニングの画面に移り、「やめとく」を選ぶとワールドマップの「草原1」からゲームがスタートする。

### れんしゅう
冒険モードの苦手なエリアを練習するモード。エリアの数はチェックポイントの数+1となる。画面の色が全部を通して簡略化されている。冒険モードプロローグの「トレーニング」を全てクリア又はトレーニングをスキップで選択可能。
ポーズメニューから「おてほんをみる」を選択することで、壁に全くぶつけずに1エリアを通過する映像を見ることが出来る。1エリア通過後出現するポーズメニューで「つづきをみる」を選べば次のエリアのお手本が見られる。ポーズメニューを開いてもBGMは止まらない。隠しワールドは練習できない。セレクトボタンによるプロペラの長さ変更はこのモードのみチェックポイントでも可能。

### ちょうせん
レベル別の短いコースに挑戦することができる。ただし、
- プロペラの長さが「ふつう」のみ
- ライフが2つになっている
- 全部のステージが最初から選択できる
- チェックポイントが一切ない

という所がぼうけんモードと異なる点。このモードにも隠しステージがある。

### たいせん
通信ケーブルを使って対戦するモード。「ちょうせん」モードの50ステージで対戦可能（Wii U版では選択不可）。モードはランダム選定の「おまかせステージ」と任意のステージを選択できる「おこのみステージ」がある。モードとコースを選んだらハートの数とプロペラの長さをプレイヤーごとに設定する。
対戦モードではできるだけ早くゴールすることが目的となる。ハートが無くなったらスタートエリアからやり直し。

### せいび
冒険モードで取ったアイテムをプロペラに装飾するモード。
- パーツは全部で15種類。最初の一つ以外は全てステージ上で入手可能。設定可能なパーツは1つだけ。
- 絵の具は全部で7色。最初の水色以外は、パーツ同様ステージ上で入手可能。設定できる絵の具は1つだけ。
- 冒険モードで救出した弟たちをプロペラに乗せる事も出来る。何匹でも乗せられる。

## ワールド
トレーニング
うさぎ先生にヘリリンの動かし方を教わることができる。全5ステージ。なお、前述のことから、このトレーニングは省略することもできる。
草原
最初のワールド。
海
ステージ1から、ばねが登場する。
ジャングル
入り組んだ構成となっている。
おかしの国
どんどん道幅が狭くなる。
どうくつ
多数のばねが出てくる。
雲の国
このワールドのステージ2だけ、このゲームで唯一チェックポイントを通過しなくてもゴール出来る。
星の国
雲の国と同じように通路が分かりにくくなっている。
氷の国
このワールドは、迷路みたいな道になっている。
キカイの国
全エリアを通して障害物が出て来る。ステージ1はピストン、ステージ2は鉄球、ステージ3は全ての障害物が登場する。
おばけ城
このワールドはステージ3を除く、チェックポイントが3つある長いステージ。スタートエリアから最初のチェックポイントまで障害物は存在しないが、道がシビア。ステージ1で登場する障害物は無し→ピストン→鉄球→大砲、ステージ2は無し→大砲→鉄球→ピストン、ステージ3は無し→鉄球とピストン→大砲。
さいごの国
全ステージをプロペラの長さを変更せずにノーミスでクリアすると出現。道がかなり長くて難しいうえに、チェックポイントが3つしかない。その代わりデフォルトの記録が無くなっている。

## 仕掛け・障害物など
安全地帯
中心に向かって動く模様の中に居ればダメージを受けない。
ばね
ヘリリンの回転する方向を逆に出来る便利な仕掛け。ばねは回転しているときに正面から当てないと回転方向は変わらない。
当たったときに★印が出れば逆回転に成功したことが分かる。
ピストン
縦向きの物は上下に、横向きの物は左右に一定間隔で動く障害物。2つ縦並び、もしくは横並びになっている物も存在。ピストン同士が貫通することはない。
鉄球
効果音と共に通気口から通気口に向かって一定間隔で動く。
鉄球同士が衝突する事はなく、鉄球が無いときにヘリリンが通気口に触れてもダメージは受けない。
大砲
壁からヘリリンの方向を向いて弾を撃ってくる。砲台はヘリリンが通る場所に置かれている事はない。発射した後で方向を変えることはない。
ヘリリンにぶつかるか、壁にぶつかると弾は消える。弾同士が接触すると貫通する。

## 移植版
| No. | タイトル                                      | 発売日                      | 対応機種        | 開発元       | 発売元 | メディア                            | 型式 | 備考 | 出典              |
| --- | --------------------------------------------- | --------------------------- | --------------- | ------------ | ------ | ----------------------------------- | ---- | ---- | ----------------- |
| 1   | くるくるくるりん                              | 2014年7月16日 2016年2月11日 | Wii U           | エイティング | 任天堂 | ダウンロード (バーチャルコンソール) | -    |      | [ 2 ]             |
| 2   | ゲームボーイアドバンス Nintendo Switch Online | 2023年2月9日                | Nintendo Switch | 任天堂       | 任天堂 | ダウンロード                        | -    |      | [ 3 ] [ 4 ] [ 5 ] |

## 制作

### 企画
エイティングは元々『魔法大作戦』などの業務用ゲームの開発を手掛けていたが、「近年の業務用ゲームの内容がマニアックになっているため、30過ぎたおじさんでも遊べる簡単なゲームを作ろう」という意見が社内から出ており、画面を見ただけで何をすべきかをプレイヤーが理解できるをゲームを作るという目標を立てた。
開発チームは「長いテーブルを移動させる際に試行錯誤しながらうまく角を曲がれると気持ちがよい」ということがゲームに取り込めることに気づき、本作の企画を作り、業務用ゲームの基盤を用いて試作機を作成した。

### ハード選定
開発チームが企画を佐藤浩に提出したところ、佐藤は試作機を気に入り、自身がプロデューサーを務めることにし、本作を任天堂から発売することに決めた。
企画が出された際NINTENDO 64かゲームボーイカラー向けに出すという話が出ていたものの、ゲームボーイカラーはオブジェクトの回転機能がないため、棒そのものを回すことができなかった。回っているように見せることはできるものの、その場合は背景を描くことができなくなるという欠点があった。
64にはオブジェクトの回転機能があった一方、当時の64用ソフトは7,800円ほどしていたため、シンプルなシステムの本作とは不釣り合いであると佐藤は感じていた。
佐藤が半ばあきらめていたころ、オブジェクトの回転機能を有するゲームボーイアドバンスが発売されるという噂を聞き、任天堂社内でアドバンス向けの試作機を作成したうえでエイティングに提案し、エイティングもそれを受け入れた。そしてゲームボーイアドバンスのローンチタイトルとして発売された。

### レベルデザイン
業務用ゲームの画面と携帯ゲーム機の画面では見た目や操作性に差異があることから、任天堂で作った試作機をそのまま基礎にするのではなく、エイティングの作った試作機と比較しながら作るという開発方針がとられた。
エイティングの試作機の操作性をゲームボーイアドバンスで再現するのに約3か月を費やした。
テストプレイには、30歳以上の者が参加したほか、事務職の女性社員も参加した。
対戦モードは当初おまけのつもりで入れられたが、テストモードでの評判が良かったことから本格的な導入に踏み切られた。

### キャラクター設定
「大人にも楽しんでほしいが、娘やその友達も楽しめるようにしたい」と考えた佐藤は、親しみやすいキャラクターを作って子どもたちにもアピールすることを思い立ち、小田部羊一に発注した。佐藤は小田部のスケッチの中から「クルリン」という鳥のスケッチに着目して採用し、エイティングに提案した。キャラクターが採用された後、クルリンが兄弟を助けに行くというストーリーが作られ、クルリンの家族の設定も追加された。また、ディレクターの提案で、クルリンの父トトーリンのとさかは、子供たち全員の色が入っているデザインとなった。